# Bushrod Washington
Bushrod Washington (5 de Junho de 1762 - 26 de Novembro de 1829) foi um advogado e político que exerceu como Juiz Associado da Suprema Corte dos Estados Unidos de 1798 até 1829. Na Suprema Corte, foi um aliado fiel do Chefe de Justiça John Marshall.
Washington foi co-fundador e presidente da American Colonization Society, que promoveu a emigração de escravos libertos para a África. Sobrinho do pai fundador americano e Presidente George Washington, herdou os documentos de seu tio e Mount Vernon, tomando posse em 1802 após a morte de Martha Washington, a viúva de seu tio, e com a ajuda de Marshall, publicou uma biografia do primeiro presidente.

## Primeiros anos

Brasão da família Washington

Bushrod Washington nasceu no dia 5 de Junho de 1762, na Casa Bushfield, uma fazenda localizada em Mount Holly, no Condado de Westmoreland, Virgínia. Era filho de John Augustine Washington (1736–1787), irmão de George Washington e da esposa de John, Hannah Bushrod (1735–1801). Tinha um irmão mais novo e duas irmãs mais velhas, todos casados nas Primeiras Famílias da Virgínia. Corbin Washington (1765-1799) se casaria com Hannah Lee e teria três filhos para levar adiante o sobrenome, incluindo Bushrod C. Washington, que exerceria na Câmara de Delegados da Virgínia representando o Condado de Jefferson três décadas depois, bem como duas filhas que sobreviveram à infância. Sua filha mais velha Jane ("Jenny") Washington (1755-1791) tornou-se a primeira esposa do então Capitão. Augustine Washington em 1777 e deu à luz quatro filhos (um em homenagem ao tio) que chegou à idade adulta e duas filhas. Sua irmã Mildred Corbin Washington Lee (1760-1796) casou-se com o Coronel Thomas Jesse Lee e mudaram-se para sua fazenda perto de Nokesville, no Condado de Prince William.

### Formação
Apesar de alguns fechamentos de escolas relacionados à Guerra Revolucionária Americana e ataques britânicos nas proximidades, Bushrod Washington formou-se na Faculdade de William e Mary em 1778 e como ex-aluno tornou-se em 1780 o 41º membro da Phi Beta Kappa.

### Serviço militar
Washington entrou para o Exército Continental em 1781, servindo sob o comando do Coronel J. F. Mercer e permaneceu como soldado até o fim da guerra em 1782 e a dissolução da tropa.
Após a rendição de Cornwallis nas proximidades de Yorktown, Virgínia, Bushrod deixou o exército. Seu pai e seu tio, George Washington, patrocinaram seus estudos de direito adicionais com James Wilson.

### Início da carreira jurídica
Depois de concluir seus estudos com Wilson em Abril de 1784, o jovem Washington voltou para o Condado de Westmoreland e abriu um escritório de advocacia. Continuou sua prática jurídica privada de 1784 até 1798.

### Casamento
Bushrod Washington casou-se com Julia Anne (Anna) Blackburn, mas não tiveram filhos.

### Outras filiações
Em 1805, Washington foi eleito membro da American Philosophical Society na Filadélfia. Foi eleito membro da American Antiquarian Society em 1813, um ano após a fundação da Sociedade em 1812.

## Carreiras políticas, jurídicas e judiciais
Os eleitores do Condado de Westmoreland elegeram Washington como um de seus dois representantes na Câmara dos Delegados da Virgínia em 1787, onde exerceu junto com o veterano Richard Henry Lee. No ano seguinte, ganhou outra eleição e compareceu à Convenção de Ratificação da Virgínia (desta vez ao lado de Henry Lee), onde votou pela ratificação da Constituição dos Estados Unidos. Em 1789, publicou uma obra em dois volumes Reports of the Virginia Court of Appeals, 1790-96, e três décadas depois, com R. Peters, publicou resoluções em uma obra em quatro volumes United States Court for the Third Circuit, 1803-27.
No dia 29 de Setembro de 1798, o Presidente John Adams deu a Washington uma nomeação de recesso para o cargo na Suprema Corte dos Estados Unidos vaga por seu mentor, o falecido James Wilson (o futuro Chefe de Justiça John Marshall recusou a nomeação a fim de buscar um cargo eletivo). Nomeado formalmente no dia 18 de Dezembro de 1798, Washington foi confirmado pelo Senado dos Estados Unidos no dia 20 de Dezembro de 1798 e foi empossado no mesmo dia.
Washington foi empossado como Juiz Associado no dia 4 de Fevereiro de 1799, aos 36 anos. Depois que Marshall tornou-se Chefe de Justiça dois anos depois, Washington votou com Marshall em todas as ocasiões, exceto três (uma sendo Ogden v. Saunders). Washington exerceu na Suprema Corte até sua morte em 1829.
Enquanto exercia na "Corte Marshall" (agora Suprema Corte), Washington foi o autor do parecer de Corfield v. Coryell, 6 Fed. Cas. 546 (C.C.E.D. Penn. 1823), enquanto "circulava" como um Juiz Associado. Em Corfield, Washington listou vários direitos que considerou fundamentais "privilégios e imunidades dos cidadãos nos vários Estados".

## Fazendeiro e presidente da American Colonization Society
Em 1787, o ano da morte de seu pai e um censo fiscal da Virgínia, Washington possuía terras, 9 escravos adultos e 25 crianças no Condado de Westmoreland (todos supervisionados por um capataz), bem como 9 cavalos (incluindo cavalos reprodutores), 59 gado e 6 rodas de carruagem. Também possuía 9 escravos adultos e 4 crianças no Condado de Berkeley (que virou Virgínia Ocidental após a Guerra Civil Americana) e seu irmão Corbin (o outro principal beneficiário do testamento de J. A. Washington) possuía 27 escravos adultos e 26 crianças lá, bem como 17 cavalos incluindo um cavalo reprodutor e 40 gado.
Por volta de 1795, Washington comprou Belvidere, a antiga propriedade de William Byrd III em Richmond. Enquanto era relator do tribunal de apelação da Virgínia, Washington morava principalmente em Richmond, mas abandonou Belvidere ao ser nomeado para a Suprema Corte em 1798.
Após a morte de sua tia Martha Washington em 1802, Bushrod Washington herdou todos os documentos de George Washington, bem como a maior parte de sua propriedade, incluindo a fazenda de Mount Vernon, de acordo com os termos do testamento de seu falecido tio. Pelo testamento de George Washington, os escravos de George seriam libertados após a morte de sua esposa Martha, pois ela os utilizou durante sua vida. No entanto, Martha assinou uma escritura de alforria em 1800 e libertou os escravos antes de sua morte.
Assim, quando Bushrod Washington e sua esposa se mudaram para Mount Vernon em 1802, trouxe seus próprios escravos para lá. A propriedade não incluía muito dinheiro, e Washington descobriu que não pôde sustentar a manutenção da mansão da fazenda com os rendimentos da propriedade e seu salário na Suprema Corte. Washington vendeu muitos de seus escravos para obter capital de giro para sustentar a casa principal e a propriedade. Além disso, a mansão se deteriorou enquanto morava lá.
Membro fundador e presidente da American Colonization Society quando foi fundada no Davis Hotel em Washington, D.C. no dia 21 de Dezembro de 1816, Washington continuou sendo presidente nacional até sua morte em 1829 (com o Chefe de Justiça John Marshall como presidente de sua filial em Richmond). No censo de 1810, sua propriedade no Mount Vernon incluía 71 escravos, e seu sobrinho de mesmo nome também possuía escravos no Condado de Fairfax. Uma década depois, Bushrod Washington possuía 83 escravos no Mount Vernon. Sua prática de vender escravos para sustentar a manutenção de Mount Vernon ou seu próprio estilo de vida irritou os abolicionistas, que questionaram por que o presidente da ACS não poderia dar o exemplo libertando seus escravos, como fizera seu tio George Washington. Alguns acreditavam que deveria ter enviado seus escravos libertos para a Libéria. Particularmente, Hezekiah Niles em seu jornal Weekly Register nacionalmente distribuído questionou a venda de 54 escravos de Mount Vernon por Washington em 1821 e republicou uma carta ao editor de um jornal de Baltimore, bem como um artigo em um jornal de Leesburg, Virgínia, que observou um "rebanho de 100 negros" que foram levados para o oeste pela cidade no sábado anterior. Washington respondeu por escrito várias vezes, informando que tinha vendido 54 escravos do mês de março anterior por 10.000 dólares para uso em plantações na área de Red River, na Louisiana, e o contrato prometido às famílias não seria dividido. Niles questionou a justiça da ação, insistiu que não estava desrespeitando o juiz e não discutiu a economia do transporte marítimo do porto de Alexandria em comparação com a longa jornada a pé que o grupo estava fazendo. Washington insistiu que a venda justificada economicamente pela economia da gestão da fazenda, insubordinação dos escravos e probabilidade de que mais escapassem para o norte.

## Morte e legado

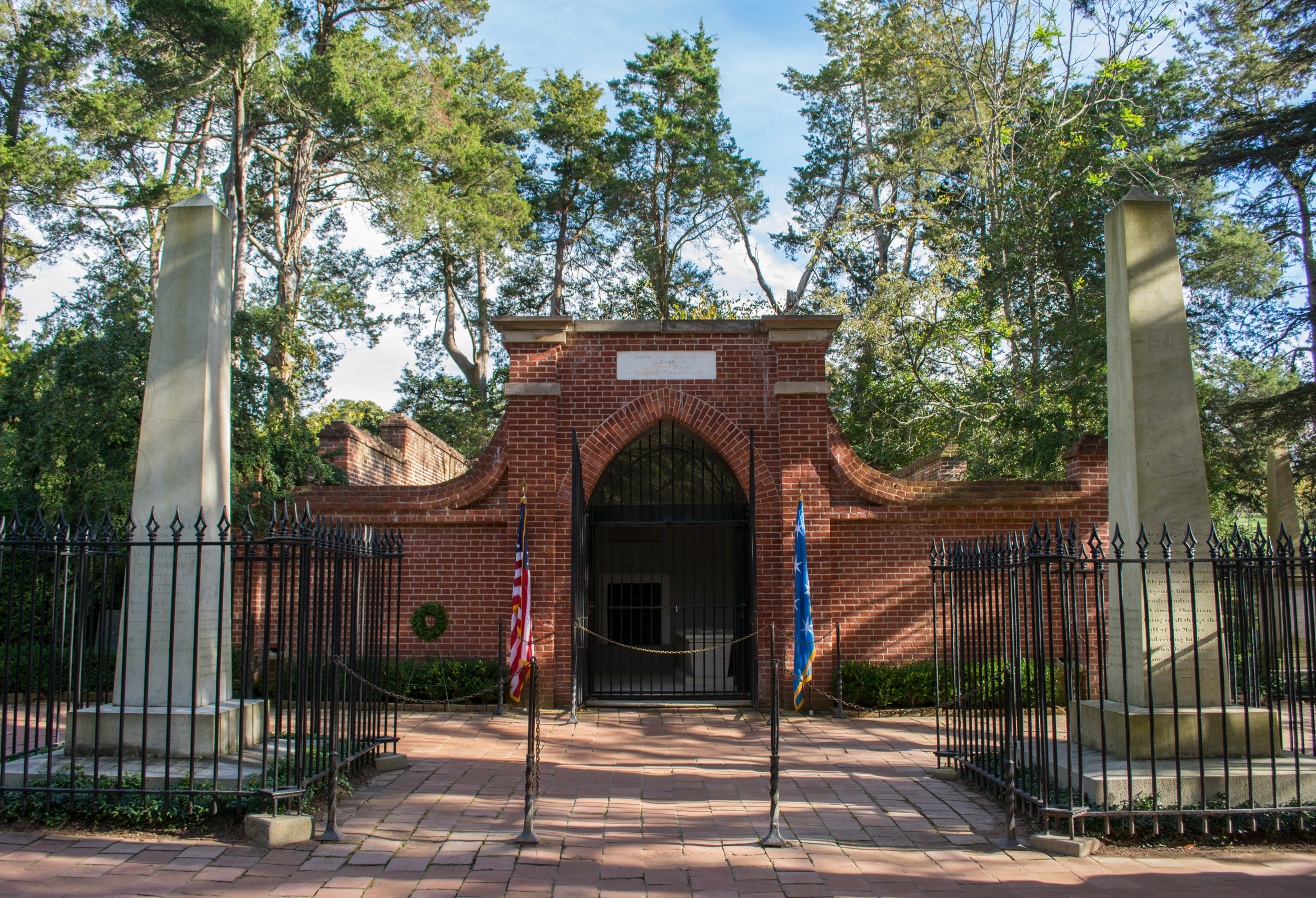
Tumba da família Washington em Mount Vernon em 2014

Washington morreu na Filadélfia, Pensilvânia, no dia 26 de Novembro de 1829, enquanto "circulava". Sua esposa morreu dois dias depois, enquanto transportava seu corpo para o sepultamento.
Ambos estão enterrados em um cofre dentro da tumba da família Washington em Mount Vernon. Um obelisco erguido em frente à tumba, do lado direito, homenageia Bushrod e sua esposa.
Em 1858, Horace Binney publicou em particular um pequeno encômio.
Por causa de seu papel na ACS e sua assistência na fundação da República da Libéria, a Ilha de Bushrod, perto da capital nacional, Monróvia, foi nomeada em sua homenagem.